# Tapinoma epinotale
Tapinoma epinotale är en myrart som beskrevs av Vladimir Aphanasjevich Karavaiev 1935. Tapinoma epinotale ingår i släktet Tapinoma och familjen myror. Inga underarter finns listade i Catalogue of Life.